# Pulchrocladia retipora
A Pulchrocladia retipora é uma espécie de líquen fruticoso da família Cladoniaceae [en]. Encontrado predominantemente na Australásia, seus habitats variam desde o Território da Capital Australiana até as Ilhas Norte e Sul da Nova Zelândia, além da região pacífica da Nova Caledônia, onde cresce em charnecas costeiras e alpinas. O líquen apresenta ramos e sub-ramos semelhantes a corais, com numerosas perfurações intricadas em forma de rede. Algumas fontes referindo-se a ele pelo sinônimo Cladia retipora.
O líquen foi coletado pela primeira vez pelo biólogo francês Jacques Labillardière durante a expedição de Bruni d'Entrecasteaux em 1792. Labillardière classificou-o erroneamente como uma alga, em vez de um líquen. O Pulchrocladia retipora tem a distinção de ser o primeiro líquen australiano documentado cientificamente. Atualmente, é a espécie-tipo do gênero Pulchrocladia. Esse gênero foi estabelecido em 2018 como resultado de uma reestruturação da família Cladoniaceae baseada em filogenética molecular.

## Taxonomia
A espécie foi formalmente descrita por Jacques Labillardière em 1806, como Baeomyces reteporus. O holótipo foi coletado na Tasmânia. Essa amostra foi obtida como parte das coleções botânicas realizadas durante a viagem de Labillardière entre 1791 e 1794 aos Mares do Sul, com o explorador francês Antoine Bruni d'Entrecasteaux, em uma busca infrutífera pelo oficial naval francês Jean-François de La Pérouse, conde de Lapérouse. Labillardière coletou o líquen pela primeira vez em 1792 e publicou a descrição em Novae Hollandiae Plantarum Specimen, descrevendo-o erroneamente como uma alga. Segundo o liquenólogo australiano Rex Filson, esse líquen foi o primeiro a ser descrito na Austrália.
Ao longo de sua história taxonômica, a espécie foi transferida para vários gêneros, alguns dos quais não são mais utilizados ou foram sinonimizados com outros gêneros. Em 1814, o botânico sueco Erik Acharius alterou a grafia do epíteto específico para retipora (de retepora) ao introduzir a nova combinação Cenomyce retipora. Não se sabe ao certo se a mudança de Acharius foi intencional, pois ele ainda se referiu ao basônimo como Baeomyces retiporus Labill. O termo rete significa "rede", e a vogal de conexão correta em tais compostos é "i", tornando retiporus a grafia apropriada. A grafia original de Labillardière é considerada uma variante ortográfica devido à falta de evidências de uma escolha deliberada. Como retipora é amplamente reconhecido, a grafia atual foi mantida para evitar confusão.
Outros gêneros que abrigaram a espécie incluem Pycnothelia (Fée, 1825), Cladonia (Fries, 1826), Cladina (Nylander, 1868), Cladia (Nylander, 1876) e Clathrina (Johann Müller, 1883). Nylander propôs o gênero Cladia em 1870 para incluir três espécies de Cladonia com base na característica compartilhada de possuir um córtex formado por filamentos conglutinados (colados) e alinhados longitudinalmente. Em 1883, o botânico suíço Johannes Müller Argoviensis sugeriu que o nome Cladia poderia ser confundido com Cladium (um gênero de ciperáceas) e propôs o gênero substituto Clathrina. Nylander manteve o nome do gênero Cladia, decisão amplamente aceita por taxonomistas posteriores. Cladia retiporus foi o nome mais prevalente para o líquen por mais de um século.
A Pulchrocladia retipora é agora a espécie-tipo do gênero Pulchrocladia, que foi circunscrito em 2018 por Soili Stenroos, Raquel Pino-Bodas, Helge Thorsten Lumbsch e Teuvo Ahti após uma análise filogenética molecular em larga escala da família Cladoniaceae.

## Descrição

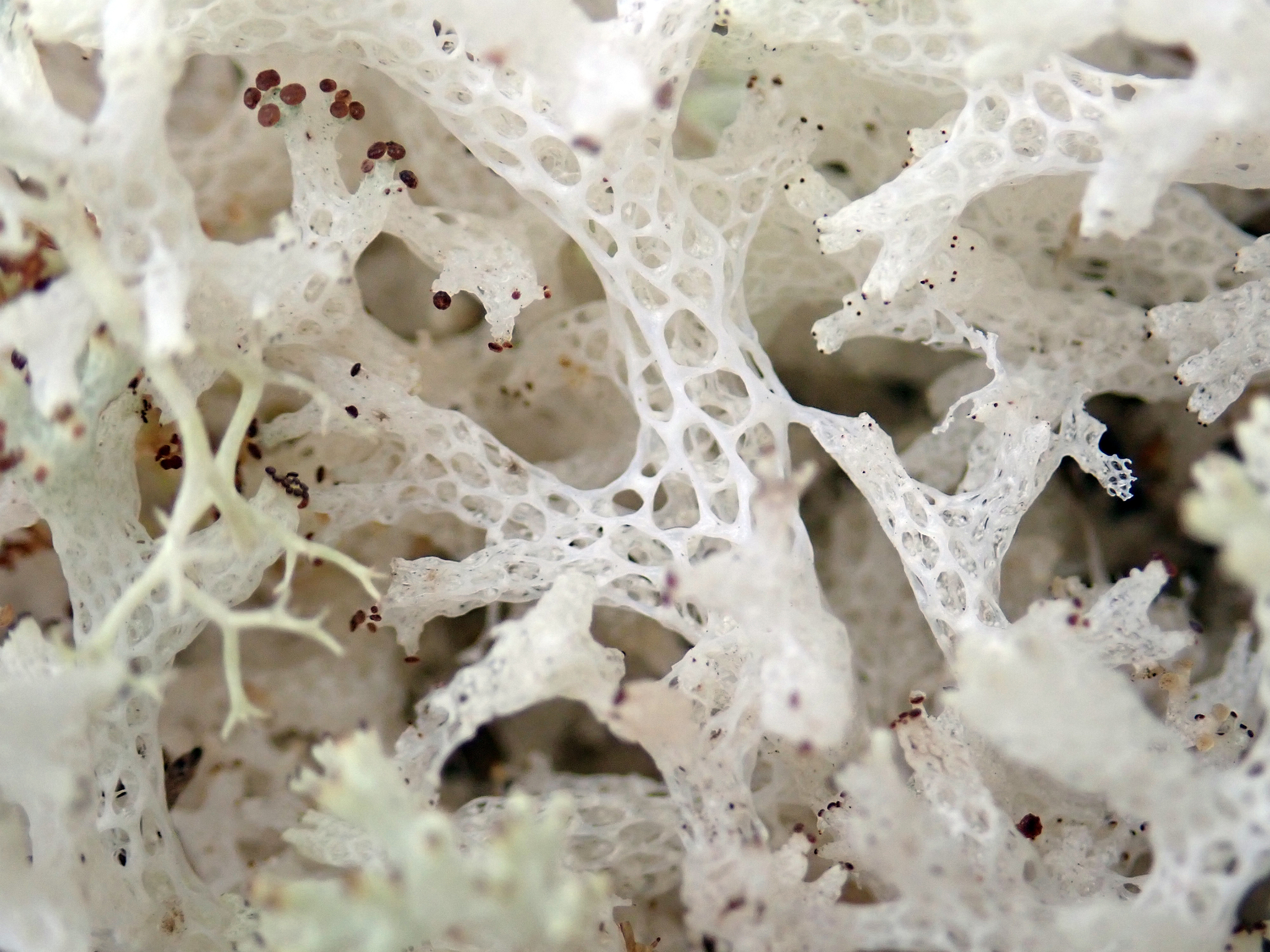
Aproximação dos podécios altamente perfurados, com apotécios de cor marrom-avermelhada escura nas extremidades de alguns ramos.

Como a maioria das espécies da família Cladoniaceae, a Pulchrocladia retipora possui uma forma de crescimento cladoniforme, ou seja, apresenta tanto um talo primário (horizontal) quanto um secundário (vertical). O talo primário é nodular (com pequenas áreas ou inchaços elevados), branco e de curta duração. Os podécios (talo oco que se estende de outro talo principal) constituem o talo secundário e são originados do talo primário. Eles geralmente têm até 5 cm de altura, são de cor branca a cinza claro, às vezes com tons rosados ou amarelados, ou escurecendo superficialmente nas pontas. São rígidos quando secos, mas tornam-se esponjosos quando úmidos. Apresentam ramificação irregular ou dicotômica, formando aglomerados almofadados. A parede é altamente perfurada (cerca de 5 a 11 perfurações por centímetro), com grandes orifícios redondos a elipsoidais. A superfície do podécio é continuamente corticada e não possui sorédios. A medula interna é composta por filamentos torcidos de hifas com uma forma semelhante a teias de aranha. Apesar disso, o líquen gera aglomerados semelhantes a sorédios de células algais e hifas dentro dos filamentos da medula interna.
Os apotécios ocorrem raramente. Quando presentes, são pequenos, pretos, peltados e se aglomeram nas extremidades de ramos terminais. A cor do himênio varia de marrom-avermelhado escuro a preto. Os esporos têm dimensões de 25–27 por 5 μm. Os conidióforos terminam em ramos e são cobertos por um lodo translúcido; produzem conídios curvos ou retos medindo 6 por 1 μm. Espécimes coletados na Austrália tendem a ter uma coloração acastanhada, enquanto os da Nova Zelândia variam de branco puro a cinza, cinza-esverdeado ou ligeiramente amarelado. O parceiro fotobionte é uma alga verde do gênero Trebouxia. Ocasionalmente, algas livres ficam presas nas hifas irregularmente entrelaçadas da medula.
Os principais compostos secundários presentes em Pulchrocladia retipora são o ácido úsnico e atranorina. O ácido úsnico é considerado responsável pela atividade antimicrobiana, antiviral e citotóxica dos extratos de Pulchrocladia retipora testados em experimentos in vitro. A tonalidade de P. retipora é determinada pela concentração de ácido úsnico no talo, resultando em um espectro de cores que vai de um cinza-branco opaco a branco-amarelado até um amarelo distinto.
Pulchrocladia retipora e P. corallaizon são espécies estreitamente relacionadas, e suas semelhanças podem levar a confusão na identificação. No entanto, é possível distingui-las observando a medula interna de Pulchrocladia retipora, que é caracteristicamente compacta. Nos pseudopodécios (semelhantes aos podécios, mas feitos de tecido vegetativo) mais maduros de P. corallaizon, pode haver áreas onde a medula interna está ausente ou parece menos densa. Ainda assim, a medula permanece sempre compactada nos ramos superiores dos pseudopodécios, garantindo que nunca pareça filamentosa ou corticada.

## Habitat e distribuição

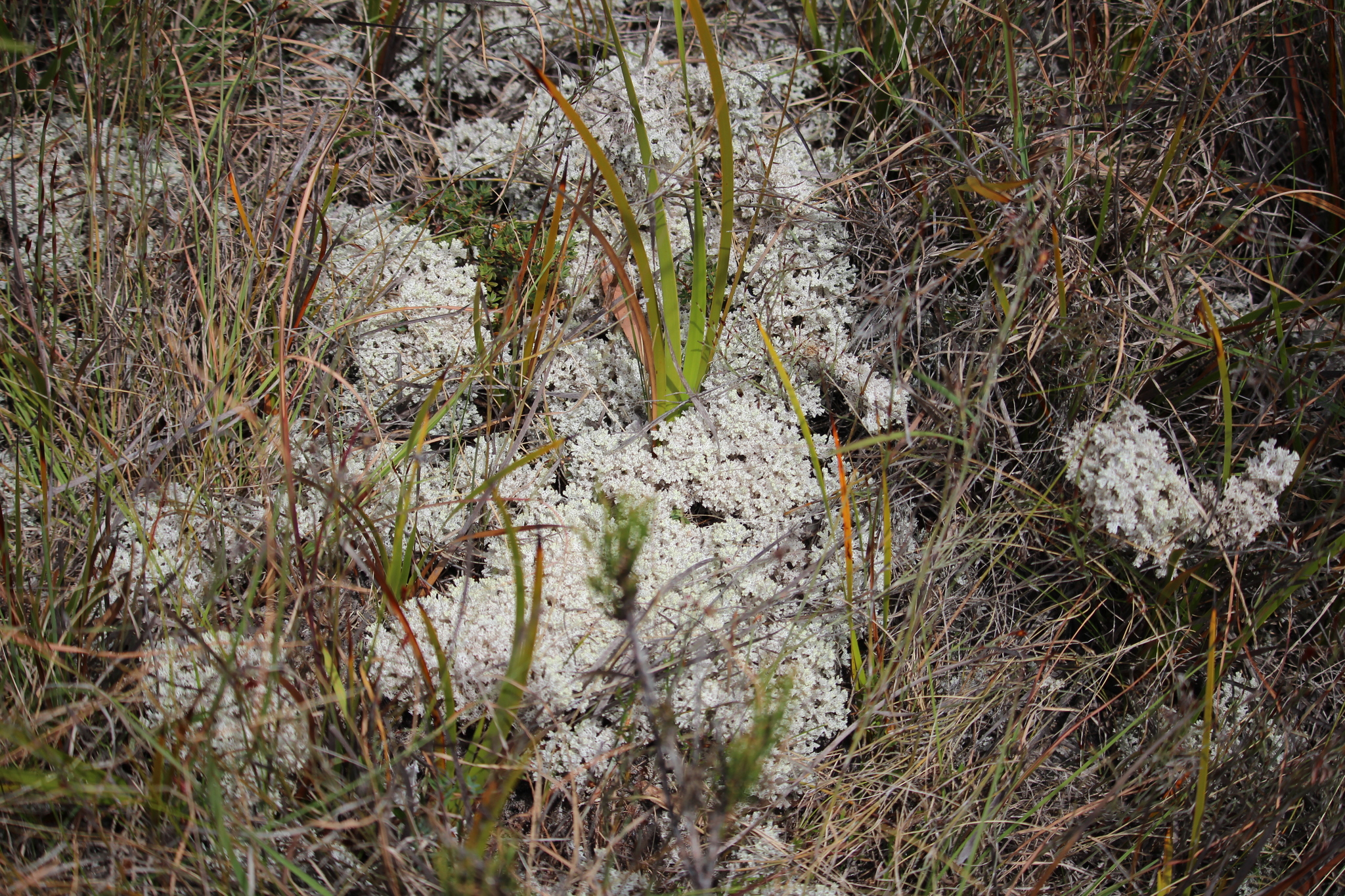
Pulchrocladia retipora em seu habitat nativo

A Pulchrocladia retipora é amplamente distribuída pela Australásia. Na Austrália, foi registrada no Território da Capital Australiana, Nova Gales do Sul, Queensland, Vitória e Tasmânia. Na Nova Zelândia, é conhecida nas Ilhas Norte e Sul, bem como nas Ilhas Antípodas, Ilhas Auckland, Ilha Campbell e Ilhas Chatham. No Pacífico, ocorre na Nova Caledônia.
O líquen é comum em pântanos de turfa subalpinos; frequentemente é encontrado em associação com os líquenes Cladonia confusa, Rexiella sullivani e Stereocaulon ramulosum. Cresce em solos turfosos entre tufos ou em charnecas compostas por Dracophyllum e Leptospermum, mais comumente nas margens de florestas de Nothofagus, em campos de altitude ou, raramente, em superfícies como rochas, troncos e dunas de areia. Nas charnecas da região da Cordilheira Meredith, na Tasmânia, prospera em locais elevados e bem drenados, especialmente próximos a colinas de Gymnoschoenus sphaerocephalus em decomposição.
O líquen se reproduz vegetativamente quando novos podécios crescem a partir de fragmentos de podécios antigos. Apresenta taxas de crescimento altamente variáveis, que vão de menos de 1 mm por ano até alguns centímetros por ano. Foi observado crescendo em aglomerados que podem chegar até um metro de diâmetro. A morfologia única do líquen o ajuda a sobreviver nas charnecas expostas que habita, pois a estrutura de coral aumenta a troca gasosa, modera extremos de temperatura e maximiza o acesso à luz e à água.
A Pulchrocladia retipora cresce em formações almofadadas com diâmetros variando de cerca de 10 a 100 cm. O botânico neozelandês William Martin relatou ter encontrado almofadas de um metro quadrado na área do Passo Lewis, em Canterbury, Nova Zelândia. Almofadas do tamanho de uma bola de futebol foram observadas crescendo na cordilheira do Parque Nacional Grampians, na Austrália. Segundo Martin, as grandes formações do líquen ocorrem apenas em zonas subalpinas, em terras baixas atingem apenas 5 a 10 cm de tamanho.

## Usos e pesquisa

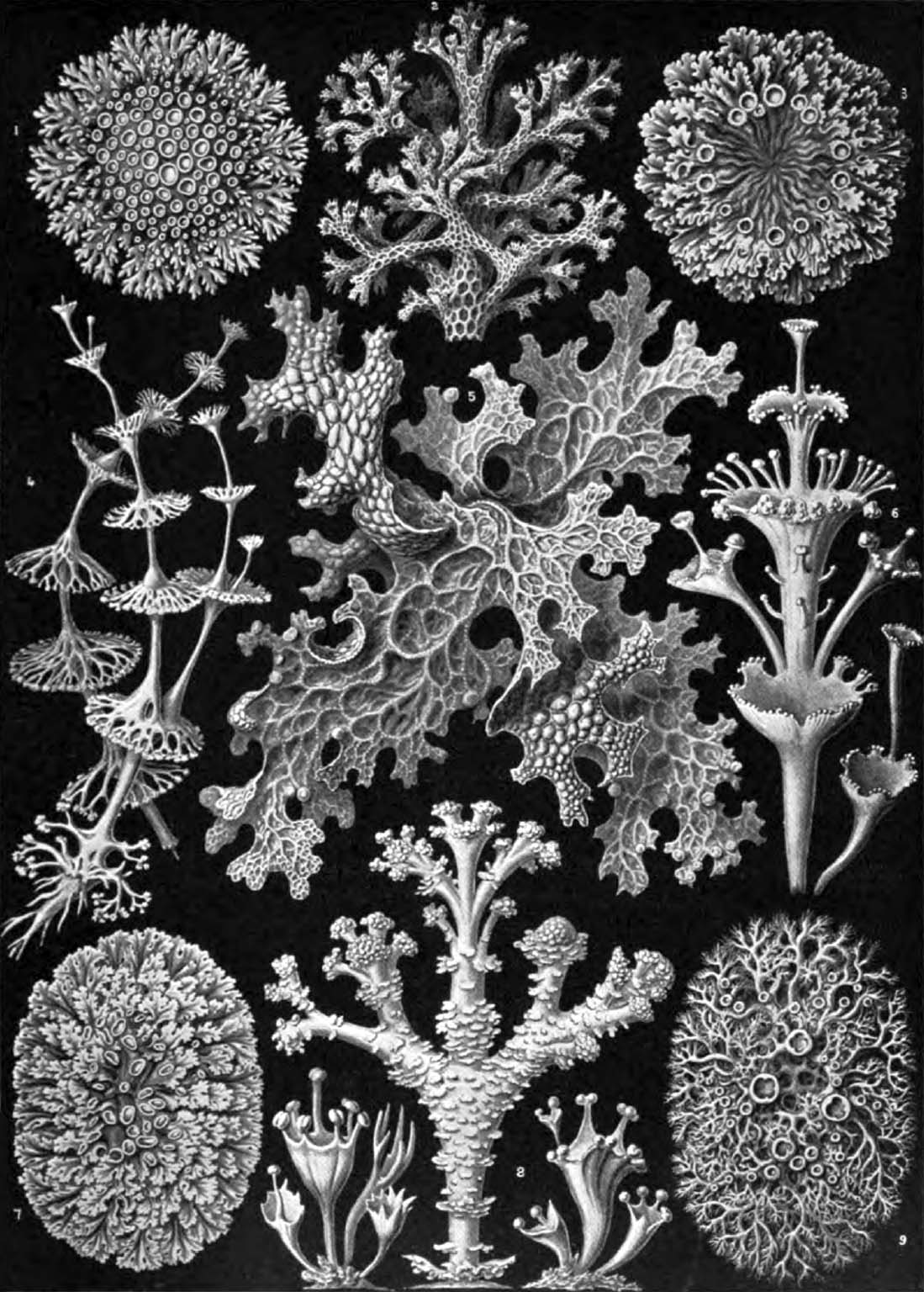
Pulchrocladia retipora é retratada na linha superior, ao centro, do gráfico de líquens de Ernst Haeckel, publicado pela primeira vez em sua obra de 1904 Kunstformen der Natur ("Formas Artísticas da Natureza").

As estruturas complexas em forma de coral de Pulchrocladia retipora são conhecidas como fenestrações. Rosmarie Honegger referiu-se ao talo dessa espécie como "provavelmente uma das estruturas vegetativas mais complexas já produzidas no reino dos fungos". A aparência do líquen foi descrita como "de considerável beleza, semelhante a renda ou coral". Como resultado, tem sido utilizado em decoração floral e design arquitetônico. Em sua revisão dos designs de capa da revista The Lichenologist, o liquenólogo alemão Robert Lücking destacou o design do volume 37, edição 1, de 2005, como particularmente marcante. Essa edição apresentou uma imagem de Pulchrocladia retipora contra um fundo temático azul.

### Desenvolvimento do talo
Compreender o padrão de ramificação de Pulchrocladia retipora é importante para entender sua biologia do desenvolvimento única, e alguns estudos focaram nesse aspecto. A primeira estrutura a emergir do talo primário é um meristema, que é um feixe sólido de tecido composto apenas por células fúngicas. Dois feixes de meristemas adjacentes dão origem ao talo secundário ereto, o podécio. Esses feixes continuam a se dividir dicotomicamente, resultando em grupos de três feixes de meristemas. Como o desenvolvimento de feixes da mesma idade é desigual, as diferenças de desenvolvimento tornam-se mais pronunciadas à medida que os feixes de meristemas se afastam. A divisão do meristema não é sincronizada entre feixes de idade aproximada; consequentemente, um feixe de meristema ou um lado do podécio pode crescer além dos outros. Durante seu desenvolvimento inicial, o meristema de P. retipora sofre leves curvaturas e torções. Essas mudanças iniciais tornam-se perceptíveis mais tarde na forma de ângulos variados entre os feixes de meristemas. Perfurações que não estão relacionadas ao desenvolvimento da perfuração central tendem a ocorrer cedo no tecido liquenizado distal ao meristema, enquanto perfurações entre feixes de meristemas acontecem mais tarde no desenvolvimento.

### Ressíntese
O talo do líquen Pulchrocladia retipora foi ressintetizado com sucesso a partir de micobionte e fotobionte isolados em condições de laboratório. Nessas experiências, primórdios de líquen, consistindo de micélios fúngicos e algas envoltas, aparecem após cerca de um mês. Após quatro meses, as culturas formam pequenas escamas que são as unidades iniciais para o desenvolvimento da complexa rede de hifas que se torna o talo. Mais tarde, as escamas diferenciam-se em colunas que crescem juntas verticalmente para formar uma rede fina, e mais hifas se juntam e fundem para fortalecer e estabilizar a rede. Eventualmente, algas colonizam a rede antes do desenvolvimento adicional da medula interna e da conexão das fenestrações. No laboratório, todo o processo leva cerca de dois anos.

### Biomonitoramento
A Estação de Base de Referência de Poluição do Ar na Tasmânia (parte da rede da Organização Meteorológica Mundial - Observação da Atmosfera Global) utilizou Pulchrocladia retipora como bioindicador para identificar como a deposição de nitrogênio e enxofre atmosférico na Tasmânia é afetada pela poluição humana.